# تپه مونجوقلو ۱
تپه مونجوق لو ۱ مربوط به دوران‌های تاریخی پس از اسلام است و در شهرستان بوئین‌زهرا، بخش آوج، روستای آز انبار واقع شده و این اثر در تاریخ ۱۲ بهمن ۱۳۸۱ با شمارهٔ ثبت ۷۴۴۴ به‌عنوان یکی از آثار ملی ایران به ثبت رسیده است.